# 스텔라 매카트니
스텔라 니나 매카트니(영어: Stella Nina McCartney, OBE 1971년 9월 13일 ~ )는 잉글랜드의 패션 디자이너이다. 비틀즈의 멤버였던 폴 매카트니와 사진작가이자 동물 보호 운동가인 린다 매카트니의 딸이다.

## 서훈
- 2013년 대영 제국 훈장 4등급(OBE) 수훈[1]